# Могуа новозеландський
Могуа новозеландський (Mohoua novaeseelandiae) — вид горобцеподібних птахів родини Mohouidae.

## Поширення
Ендемік Нової Зеландії. Мозаїчно поширений на Південному острові, досить звичайний вид на острові Стюарт та сусідніх дрібних островах, а також на островах протоки Кука.